# Discovery Travel & Living
Discovery Travel & Living (conocido también como Travel and Living Channel) fue un canal de televisión propiedad de Discovery Communications, con presencia en varios países de Europa, América Latina y Asia. Presenta programas de viajes en lugar de documentales como Discovery Science. 
Fue lanzado por primera vez en 1998 bajo el nombre Discovery Travel & Adventure Channel. A principios de 2005, se reposicionó y cambió su nombre a Discovery Travel & Living como parte de un paquete de "estilo de vida" de Discovery Communications, que también incluía a Discovery Home & Health y Discovery Real Time.
Travel & Living no debe confundirse con el canal TLC (inicialmente un acrónimo de The Learning Channel), un canal estadounidense de Discovery originalmente enfocado a contenidos educativos, y que con el paso del tiempo fue incorporando espacios de estilo de vida y telerrealidad similares a Travel & Living.
Travel & Living fue sucedido por TLC (en Latinoamérica TLC: Travel & Living Channel) en la mayoría de los mercados, utilizando el logo lanzado en 2006 para The Learning Channel, considerando que poseen las mismas iniciales. La programación no se vio mayormente afectada. Discovery Networks lanzó la marca TLC a nivel internacional en marzo de 2010. El lanzamiento de TLC reemplazó principalmente a Discovery Travel & Living.

## Señales
- Discovery Travel & Living Asia (se convirtió en TLC el 1 de septiembre de 2010)
- Discovery Travel & Living Australia y Nueva Zelanda (se convirtió en TLC el 1 de septiembre de 2010)
- Discovery Travel & Living (Europa) (versión continental, dependiendo del país se convirtió en versiones locales de TLC y otros canales de Discovery)
  - En Polonia cerró se lanzó en septiembre de 2009 y cerró en octubre de 2010 siendo reemplazado por TLC.
  - En Romania el 20 de enero de 2011.
  - En los Países Bajos cerró el 4 de julio de 2011 siendo reemplazado por Investigation Discovery (Europa). Ese mismo día se lanzó una versión local de TLC.[3][4]
  - En el Reino Unido e Irlanda cerró el 30 de abril de 2013 junto con Discovery Real Time, reemplazado por Investigation Discovery +1. TLC (Reino Unido e Irlanda) fue lanzado ese mismo día.[5]
  - En Italia cerró el 1 de febrero de 2019 junto con Animal Planet Italia.[6]
- Discovery Travel & Living Taiwán (se convirtió en TLC el 1 de septiembre de 2010)
- Discovery Travel & Living India (se convirtió en TLC el 1 de septiembre de 2010)
- Discovery Travel & Living Latinoamérica (se convirtió en TLC Latinoamérica el 1 de noviembre de 2011)
- Discovery Travel & Living Viajar y Vivir: canal de televisión estadounidense para el público hispano de Estados Unidos lanzada en 2005. En noviembre de 2007 se fusionó con Discovery Kids en Español para formar Discovery Familia.[7][8]